# سنجدر (رامند الجنوبي)
سنجدر (بالفارسية: سنجدر) هي قرية تقع في إيران في قسم رامند الجنوبي الريفي. يقدر عدد سكانها بـ 18 نسمة .